# Elm Park (métro de Londres)
Pour l’article homonyme, voir Elm Park (stade).
Elm Park est une station du métro de Londres.